# Morning Coffee
Morning Coffee (モーニングコーヒー) è un brano musicale del gruppo femminile giapponese Morning Musume, pubblicato nel 1998 come singolo estratto dall'album First Time.

## Tracce
1. Morning Coffee (モーニングコーヒー) – 4:32
2. Ai no Tane (愛の種) – 4:11
3. Morning Coffee (Instrumental) (モーニングコーヒー (Instrumental)) – 4:32